# Franz Xaver Frenzel
Franz Xaver Frenzel ist der Künstlername des österreichischen Komponisten Friedemann Katt (* 8. Oktober 1945 in Mittelwalde/Schlesien, heute Międzylesie, Polen).

## Leben
Durch seinen Vater, den Komponisten Leopold Katt, Leiter des „Musischen Heimes“ in Mauterndorf, und seiner Mutter, der Pianistin Barbara Katt, erhielt Katt frühe musikalische Erziehung. Er studierte Komposition bei Alfred Uhl an der Hochschule für Musik in Wien. Als Organist im Zisterzienserstift Heiligenkreuz und später Musikpädagoge am Bundesinstitut für Heimerziehung (1967) in Baden bei Wien sammelte er vielfältige Erfahrungen. Seit 1989 widmet er sich hauptberuflich der Komposition meist unter dem Pseudonym „Franz Xaver Frenzel“. Katt lebt in Ried im Innkreis und wird gelegentlich als „einzig lebender Barockkomponist Österreichs“ bezeichnet.

## Werke (Auszug)
- Streichersinfonie in F 1987 (CD „Frühe Sinfonien“, Eirich)
- Sinfonia concertante in g-moll 1988 (CD „Frühe Sinfonien“)
- Eyne Wasser- und Jagdsymphonie zu Schönbrunn 1989 (CD „Frühe Sinfonien“)
- Concerto in F 1992 (CD „Concerto grosso“)
- Orchestersuite Nr.1 aus den Stainprunner Codices 1994
- Ballettmusik mit großem Menuett für Orchester 2001
- Konzert in A für Violine und Streicher Clemens Hellsberg gewidmet, 2004 UA Mozarteum
- Rieder Symphonie komponiert zum Jubiläum „150 Jahre Stadt Ried im Innkreis“ 2006 (CD „Rieder Symphonie“ mit dem Brucknerorchester unter Dennis Russell Davies)
- „Die Wolkenmacher“ Suite für Orchester 2007
- Swinging Symphony (Symphonie in G) 2009 (vom Inn-Salzach-Euregio-Jugendorchester)
- Konzert für Klavier und Orchester in c-Moll 20010 (CD „Klavierkonzert“ mit Maki Namekawa)
- „De Rerum Natura“ Sinfonische Dichtung nach Lukrez 2017
- Doppel-Flötenkonzert für Piccolo und Querflöte Dieter Flury gewidmet 2020
- Concerto für Tenorhorn (Bariton) und Streichorchester 2023
- „Elisabethana“ Symphonische Dichtung, 2024 in Linz Auftragswerk der Elisabethinen Linz-Wien

### Kammermusik
- Sonate in G für Blockflöte und Orgel 1976 (CD „Curiosa“ Eirich)
- Fuge g-moll Klavier solo 1976
- Triosonate F-Dur (Concerto) für Blockflöte, Violine und B.C. 1976 (CD „Curiosa“ Eirich)
- Trio in C für Oboen und Fagott 1977 (CD „Curiosa“ Eirich)
- „Sonate für Violine und Klavier“ 1978
- „Sonate Facile für Klavier vierhändig“ 1978
- „Sonata in Swing“ Triosonate für Oboe, Violine und B.C. 1981 für Alfred Hertel (CD „Curiosa“ Eirich)
- „Triosonate g-moll für 2 Violinen und B.C.“ 1981 (CD „Curiosa“ Eirich)
- Suite Nr. 1 und Nr. 2 aus den „Stainprunner Codices“ 1981 (CD „Curiosa“ Eirich)
- „Sonate G-Dur für Cembalo“ 1982 (CD Curiosa Eirich)
- „Ein Wiegenlied“ Trio für Viola, Violoncello und Klavier 2001 (Auftrag des Bundespräsidenten Thomas Klestil für die Geburt von Prinzessin Aiko)
- „Im Weingart’l für Streichquartett“ 2011 (CD „Frenzel-Quartett“)
- „Concerto für zwei Streichquartette“ 2012
- „Divertimento für Streichquartett“ 2018

### Blechbläser
- Trompete und Orgel Band I (Weihnachts-, Hochzeits- u. Geburtstagskonzert)1991
- Trio (Concerto in F) für Trompete, Posaune und Klavier 1992
- Sonate für Posaune und Klavier 1993
- Turmbläsereyen für 2 Trompeten/2 Posaunen oder Bläserquintett (CD „Turmbläsereyen“)

### Geistliche Musik
- Missa brevis (Bläsermesse) 1989
- Missa Refugium nobis 1986
- Sinfonia sacra für große Bläserbesetzung 1984
- Engels-Oratorium „de sanctis Angelis“ 2004 beim Festakt „50 Jahre Staatsvertrag“ Belvedere-Openair Wien

### Oper
- Merlin, Premiere im Landestheater St. Pölten 1992
- Valerie (Musical) 1985 (Wiener Metropol)
- Lisa und die Frösche (Märchenmusical) 1993 NÖ Donaufestival – Stadttheater Aachen/großes Haus

### Film / Fernsehserien
- „Leonardo“ 1989 ORF-Montreux-Beitrag
- „Ein idealer Kandidat“ 1997 (Fernsehserie mit Herbert Fuchs)
- „Ein fast perfekter Seitensprung“ 1996 (Reinhard Schwabenitzky)

### Weiter Einspielungen
- CD „Sinfonische Fantasien Vol. 1 / 2“ ORF-Enterprise
- CD „Konzert für Orgel und Blechbläser“ ORF-Enterprise
- CD „Fantasie für Streichorchester“ ORF-Enterprise
- CD „Vienna Virtuosi“ KKM
- CD „Reichersberger Engelsoratorium“ 2004 (Land OÖ)
- CD „Landshuter Suite“ 2012 Bavaria-Musikverlag